# Brodźce (ptaki)
Brodźce (Tringinae) – podrodzina ptaków z rodziny bekasowatych (Scolopacidae). 

## Zasięg występowania
Podrodzina obejmuje gatunki zamieszkujące obszary podmokłe (bagna, torfowiska), w sezonie lęgowym głównie w strefie umiarkowanej i subpolarnej półkuli północnej.

## Charakterystyka
Charakteryzują się następującymi cechami:
- długość ciała 20–60 cm
- długie nogi
- dość długi, cienki dziób
- upierzenie zwykle szarobrązowe, plamkowane
- gniazdują na ziemi
- dobrze pływają i latają.

## Systematyka
Do podrodziny należą następujące plemiona:
- Tringini Rafinesque, 1815[a]
- Phalaropodini Bonaparte, 1831